# Henri Fabre (homme politique)
Pour les articles homonymes, voir Henri Fabre et Fabre.
Henri Fabre, né le 21 décembre 1917 à Toulon (Var) et mort le 8 mai 1982 dans la même ville, est un homme politique français.

## Détail des fonctions et des mandats
Mandat parlementaire
- 30 novembre 1958 - 9 octobre 1962 : député de la 3e circonscription du Var